# Elección municipal de Pajapita de 2003
El domingo 9 de noviembre de 2003 hubo elecciones municipales para elegir alcalde y corporación municipal en Pajapita, San Marcos.

## Candidatos
| Tribunal Supremo Electoral Elección de Alcalde y Corporación Municipal 2003 |                                                               | |
| Partido de Avanzada Nacional Mynor Roberto Duarte Aguilar                   | Unidad Nacional de la Esperanza Jorge Alberto López Cifuentes | Democracia Cristiana Guatemalteca Elfego Ovidio Sánchez Robles                                                          |
| Unidad Revolucionaria Nacional Guatemalteca Fabio Alberto Sandoval Mendoza  | Partido DIA Pedro Antonio Campollo Figueroa                   | Frente Republicano Guatemalteco Elmer Alexander Barrios López                                                           |
| En Blanco                                                                   | Unión Democrática Leonel Elías Mazariegos Barrios             | Coalición Partidos Partido Patriota -Movimiento Reformador - Partido Solidaridad Nacional Lawrence Jacobs Rivera Samuel |

## Resultados
Participaron 8 candidatos a la alcaldía de Pajapita, ninguno de ellos alcanzó el 50% de los votos, siendo electo alcalde Leonel Elías Mazariegos Barrios de la Unión Democrática.
| Candidato     | Candidato                       | Partido/Coalición                           | Votos |
| ------------- | ------------------------------- | ------------------------------------------- | ----- |
|               | Leonel Elías Mazariegos Barrios | Unión Democrática                           | 2,273 |
|               | Jorge Alberto López Cifuentes   | Unidad Nacional de la Esperanza             | 815   |
|               | Mynor Rogelio Duarte Aguilar    | Partido de Avanzada Nacional                | 522   |
|               | Elmer Alexander Barrios López   | Frente Republicano Guatemalteco             | 430   |
|               | Lawrence Jacobs Rivera Samuel   | Gran Alianza Nacional                       | 215   |
|               | Fabio Alberto Sandoval Mendoza  | Unidad Revolucionaria Nacional Guatemalteca | 164   |
|               | Pedro Antonio Campollo Figueroa | DIA                                         | 143   |
|               | Elfego Ovidio Sánchez Robles    | Democracia Cristiana Guatemalteca           | 41    |
| Votos Válidos | Votos Válidos                   | Votos Válidos                               | 5,156 |
| Votos Nulos   | Votos Nulos                     | Votos Nulos                                 | 544   |
| Votos Blancos | Votos Blancos                   | Votos Blancos                               | 9     |
| Votos Totales | Votos Totales                   | Votos Totales                               | 5,156 |

### Adjudicación del concejo municipal
Según los datos de la junta electoral municipal de Pajapita el concejo quedó estructurado de la siguiente manera:
| Nombre                          | Cargo             | Cargo | Partido                         |
| ------------------------------- | ----------------- | ----- | ------------------------------- |
| Leonel Elías Mazariegos Barrios | Alcalde           |       | Unión Democrática               |
| Luis Osvaldo Pérez Morales      | Síndico Primero   |       | Unión Democrática               |
| Sabino Bautista Orozco López    | Síndico Segundo   |       | Unión Democrática               |
| Otilio Artermo Villatoro Parra  | Concejal Primero  |       | Unión Democrática               |
| Benjamín Félix Miranda Aguilar  | Concejal Segundo  |       | Unión Democrática               |
| Roberto Hugo López Soto         | Concejal Tercero  |       | Unión Democrática               |
| Julio César Lam Calderón        | Concejal Cuarto   |       | Unidad Nacional de la Esperanza |
| Edith Leticia Hurtado López     | Concejal Suplente |       | Unión Democrática               |